# Carlo Mazzacurati
Carlo Mazzacurati (Padova, 2 marzo 1956 – Padova, 22 gennaio 2014) è stato un regista, sceneggiatore e attore italiano.

## Biografia
Primo dei cinque figli dell'ingegnere Giovanni Mazzacurati (direttore del Consorzio Venezia Nuova dal 1983 al 2005), fin da bambino si dedica alle arti teatrali, con numerosi consensi; da qui la sua citazione "Nella vita dovremmo recitare un po' tutti quanti. Teatro è rompere gli schemi, cinema è capovolgere la realtà".
All'Università di Bologna negli anni settanta è fra i primi studenti del corso di laurea in DAMS. Fu animatore del cineclub padovano Cinema Uno assieme a Piero Tortolina. Nel 1979 realizzò grazie a un'eredità un film in 16 millimetri, Vagabondi, che nel 1983 vinse il premio di distribuzione offerto dalla Gaumont al festival milanese Filmmaker, ma la successiva smobilitazione della casa di distribuzione impedì al film di raggiungere le sale.
Si trasferì quindi a Roma, dove lavorò ai testi di alcune trasmissioni televisive e nel 1985 scrisse assieme a Franco Bernini la sceneggiatura di Notte italiana che, con Marco Messeri (il quale diverrà il suo attore feticcio) protagonista e Nanni Moretti produttore, trasformò in film nel 1987. Due anni dopo diresse Il prete bello, tratto dall'omonimo romanzo di Goffredo Parise e ambientato a Vicenza.
Collaborò alle sceneggiature di Marrakech Express (finalista del premio Solinas) insieme a Gabriele Salvatores e Domani accadrà di Daniele Luchetti. Conquistò il Leone d'argento nel 1994 con la pellicola Il toro, che ebbe per protagonista Diego Abatantuono. Recitò piccole parti in quattro film di Nanni Moretti (Palombella rossa del 1989, Caro diario del 1994, Il grido d'angoscia dell'uccello predatore (20 tagli d'Aprile) del 2001 e Il caimano del 2006).
Realizzò i film L'estate di Davide (1998) e La lingua del santo (2000), oltre che i documentari della serie Ritratti su Mario Rigoni Stern, Andrea Zanzotto e Luigi Meneghello con le interviste di Marco Paolini. Nel 2006 interpretò un piccolo ruolo in Zeldman di Cosimo Messeri. Nel 2007 girò La giusta distanza con protagonista Valentina Lodovini. Nel 2009 produsse con Angelo Barbagallo ed Edoardo Scarantino il film-documentario The One Man Beatles di Cosimo Messeri, in concorso alla IV edizione della Festival internazionale del film di Roma e candidato ai David di Donatello 2010 come miglior film documentario.
Nel 2010 diresse Silvio Orlando nel film La passione e girò il documentario Sei Venezia, con sei storie dedicate ad altrettanti personaggi veneziani. Nel dicembre 2011 venne nominato primo presidente della nuova Fondazione Cineteca di Bologna. Nel 2012 realizzò Medici con l'Africa, film documentario girato in Mozambico che racconta l'attività dei volontari di Medici con l'Africa Cuamm, la più grande organizzazione italiana per la tutela della salute delle popolazioni africane. Il 20 novembre 2013 ricevette il Gran Premio Torino alla carriera.
Proprio a Torino, nell'ambito del Torino Film Festival, presentò il suo ultimo film La sedia della felicità, in sala nella primavera 2014 e interpretato da Isabella Ragonese e Valerio Mastandrea. Si trattava di un film girato in Veneto (zona colli Euganei) e Trentino e prodotto da Angelo Barbagallo. Morì a 57 anni il 22 gennaio 2014 all'ospedale di Padova, per le complicanze di un tumore al pancreas. La camera ardente fu allestita il 25 gennaio a Padova presso la sede di Medici con l'Africa Cuamm; il funerale si tenne in forma privata in Toscana.

## Vita privata
Era sposato con Marina Zangirolami, con cui ebbe una figlia, Emilia (1995), anche lei regista, che ha debuttato con un corto nel 2018, Manica a vento, e un lungometraggio nel 2023, Billy.

## Filmografia

### Regista

#### Cinema
- Vagabondi (1983) – girato in 16 mm.
- Notte italiana (1987)
- Il prete bello (1989)
- Un'altra vita (1992)
- Il toro (1994)
- Vesna va veloce (1996)
- L'estate di Davide (1998)
- La lingua del santo (2000)
- A cavallo della tigre (2002)
- L'amore ritrovato (2004)
- La giusta distanza (2007)
- La passione (2010)
- La sedia della felicità (2013)

#### Cortometraggi
- L'unico paese al mondo (1994) – regia collettiva

#### Documentari
- Ritratti: Mario Rigoni Stern (1999)
- Ritratti: Andrea Zanzotto (2000)
- Ritratti: Luigi Meneghello (2002)
- Sei Venezia (2010)
- Medici con l'Africa (2012)

#### Videoclip
- Lusitania, di Ivano Fossati (1990)

### Sceneggiatore
- Vagabondi (1980)
- L'albero dei diamanti (1985)
- Notte italiana (1988)
- Domani accadrà (1989)
- Il prete bello (1989)
- Marrakech Express (1989)
- Un'altra vita (1992)
- Il toro (1994)
- Vesna va veloce (1996)
- L'estate di Davide (1998)
- Ritratti: Mario Rigoni Stern – documentario (2000)
- Ritratti: Andrea Zanzotto (2000)
- La lingua del santo (2000)
- Ritratti: Luigi Meneghello – documentario (2002)
- A cavallo della tigre (2002)
- L'amore ritrovato (2004)
- La giusta distanza (2007)
- La passione (2010)
- Sei Venezia – documentario (2010)
- La sedia della felicità (2013)

### Attore
- Palombella rossa, regia di Nanni Moretti (1989)
- Caro diario, regia di Nanni Moretti (1993)
- Il grido d'angoscia dell'uccello predatore, regia di Nanni Moretti – cortometraggio (2001)
- Il ponte, regia di Stefano Missio (2005)
- Mattotti, regia di Renato Chiocca – documentario (2006)
- Zeldman, regia di Cosimo Messeri (2006)
- Il caimano, regia di Nanni Moretti (2006)

### Produttore
- The One Man Beatles, regia di Cosimo Messeri (2009)

## Riconoscimenti
- 1988 - Ciak d'oro per la migliore opera prima per Notte italiana[8]
- 1988 - Nastro d'argento al miglior regista esordiente per Notte italiana
- 1994 - Leone d'argento - Premio speciale per la regia alla 51ª Mostra internazionale d'arte cinematografica di Venezia per Il toro
- 1999 - Premio Children and Cinema Menzione speciale alla 56ª Mostra internazionale d'arte cinematografica di Venezia per Ritratti: Mario Rigoni Stern
- 2008 - Nastro d'argento al migliore soggetto per La giusta distanza
- 2009 - Premio della giuria giovane al Bastia Italian Film Festival per La giusta distanza
- 2013 - Gran Premio della città di Torino al Torino International Festival of Young Cinema
- 2014 - Nastro d'argento dell'anno per La sedia della felicità (postumo)
- 2014 - David di Donatello Speciale (postumo)